# Volta a Portugal de 2023
A 84.ª edição da Volta a Portugal decorreu entre 9 de agosto e 20 de agosto de 2023.  Esta edição contou com o regresso do Algarve ao percurso, que não acontecia desde a edição de 2018, o traçado deste ano da Volta a Portugal percorre o país de norte a sul. Loulé recebeu novamente a prova, com o final da 3.ª etapa, sendo que esta cidade não era visitada desde a edição de 2003.
A partida da volta foi em Viseu, no dia 9 de agosto, e a última etapa em contrarrelógio em Viana do Castelo a 20 de agosto. A corrida faz parte do circuito UCI Europe Tour de 2023 dentro da categoria 2.1.

## Equipas
| Equipes ProTeam (4)- Burgos-BH - Equipo Kern Pharma - Caja Rural-Seguros RGA - Euskaltel-Euskadi Equipes Continentais (14)- ABTF Betão-Feirense - AP Hotels & Resorts-Tavira-SC Farense - Aviludo-Louletano-Loulé Concelho - Credibom-La Alumínios-Marcos Car - Efapel Cycling - Glassdrive-Q8-Anicolor - Kelly-Simoldes-UDO - Rádio Popular-Paredes-Boavista - Tavfer-Ovos Matinados-Mortágua - Universe Cycling Team - BAI Sicasal Petro de Luanda - 2023 Bik - Global 6 Cycling - Team Vorarlberg |
| |

## Etapas
| Etapa   | Data    | Percurso                              | type                      | Distância (km) | Elevação (m) | Vencedor          | Líder geral     |
| ------- | ------- | ------------------------------------- | ------------------------- | -------------- | ------------ | ----------------- | --------------- |
| Prólogo | 9 ago.  | concelho de Viseu – concelho de Viseu | contrarrelógio individual | 3,6            | 10 m         | Rafael Reis       | Rafael Reis     |
| 1       | 10 ago. | Anadia – Ourém                        | etapa escarpada           | 188,5          | 2 448 m      | Leangel Linarez   | Rafael Reis     |
| 2       | 11 ago. | Abrantes – Vila Franca de Xira        | etapa escarpada           | 177,3          | 1 678 m      | Leangel Linarez   | Leangel Linarez |
| 3       | 12 ago. | Sines – Loulé                         | etapa escarpada           | 191,8          | 2 265 m      | João Matias       | Rafael Reis     |
| 4       | 13 ago. | Estremoz – Castelo Branco             | etapa escarpada           | 184,5          | 2 299 m      | Daniel Babor      | João Matias     |
| 5       | 14 ago. | Mação – Covilhã                       | alta montanha             | 184,3          | 4 614 m      | Delio Fernández   | Delio Fernández |
| 6       | 15 ago. | Penamacor – Guarda                    | etapa escarpada           | 168,5          | 3 266 m      | Luis Ángel Maté   | Artem Nych      |
| 7       | 17 ago. | Torre de Moncorvo – Serra do Larouco  | alta montanha             | 162,6          | 3 415 m      | Colin Stüssi      | Colin Stüssi    |
| 8       | 18 ago. | Boticas – Fafe                        | etapa escarpada           | 146,7          | 2 169 m      | Adrián Bustamante | Colin Stüssi    |
| 9       | 19 ago. | Paredes – Mondim de Basto             | alta montanha             | 174,5          | 3 928 m      | James Whelan      | Colin Stüssi    |
| 10      | 20 ago. | Viana do Castelo – Viana do Castelo   | contrarrelógio individual | 17,9           | 317 m        | Txomin Juaristi   | Colin Stüssi    |

## Classificações finais
As classificações finalizaram da seguinte forma:

### Classificação geral
| \| Classificação geral \| Classificação geral \| Classificação geral \| Classificação geral \| Classificação geral \| \| Ciclista \| Ciclista \| Equipe \| Tempo \| \| \| ------------------- \| -------------------- \| -------------------------------- \| ------------------- \| ------------------- \| \| 1. \| Colin Stüssi \| Team Vorarlberg \| 40h59m26s \| \| \| 2. \| Txomin Juaristi \| Euskaltel-Euskadi \| + 1m04s \| \| \| 3. \| António Carvalho \| ABTF Betão-Feirense \| + 1m07s \| \| \| 4. \| Artem Nych \| Glassdrive-Q8-Anicolor \| + 1m28s \| \| \| 5. \| Luis Ángel Maté \| Euskaltel-Euskadi \| + 1m40s \| \| \| 6. \| Henrique Casimiro \| Efapel Cycling \| + 1m43s \| \| \| 7. \| Frederico Figueiredo \| Glassdrive-Q8-Anicolor \| + 3m27s \| \| \| 8. \| James Whelan \| Glassdrive-Q8-Anicolor \| + 4m22s \| \| \| 9. \| Mikel Iturria \| Euskaltel-Euskadi \| + 5m55s \| \| \| 10. \| Jesús del Pino \| Aviludo-Louletano-Loulé Concelho \| + 6m01s \| \| |                      |                                  |           |
| |                      |                                  |           |
| Fonte: ProCyclingStats |                      |                                  |           |
| Classificação geral |                      |                                  |           |
| Ciclista | Ciclista             | Equipe                           | Tempo     |
| 1. | Colin Stüssi         | Team Vorarlberg                  | 40h59m26s |
| 2. | Txomin Juaristi      | Euskaltel-Euskadi                | + 1m04s   |
| 3. | António Carvalho     | ABTF Betão-Feirense              | + 1m07s   |
| 4. | Artem Nych           | Glassdrive-Q8-Anicolor           | + 1m28s   |
| 5. | Luis Ángel Maté      | Euskaltel-Euskadi                | + 1m40s   |
| 6. | Henrique Casimiro    | Efapel Cycling                   | + 1m43s   |
| 7. | Frederico Figueiredo | Glassdrive-Q8-Anicolor           | + 3m27s   |
| 8. | James Whelan         | Glassdrive-Q8-Anicolor           | + 4m22s   |
| 9. | Mikel Iturria        | Euskaltel-Euskadi                | + 5m55s   |
| 10. | Jesús del Pino       | Aviludo-Louletano-Loulé Concelho | + 6m01s   |

### Classificação por pontos
| Classificação por pontos | Classificação por pontos | Classificação por pontos       | Classificação por pontos | Classificação por pontos |
| Ciclista                 | Ciclista                 | Equipe                         | Pontos                   |                          |
| ------------------------ | ------------------------ | ------------------------------ | ------------------------ | ------------------------ |
| 1.                       | Daniel Babor             | Caja Rural-Seguros RGA         | 105 pts                  |                          |
| 2.                       | Leangel Linarez          | Tavfer-Ovos Matinados-Mortágua | 98 pts                   |                          |
| 3.                       | Luís Mendonça            | Glassdrive-Q8-Anicolor         | 87 pts                   |                          |
| 4.                       | Andoni López de Abetxuko | Euskaltel-Euskadi              | 86 pts                   |                          |
| 5.                       | João Matias              | Tavfer-Ovos Matinados-Mortágua | 84 pts                   |                          |
| 6.                       | Luis Ángel Maté          | Euskaltel-Euskadi              | 67 pts                   |                          |
| 7.                       | Colin Stüssi             | Team Vorarlberg                | 57 pts                   |                          |
| 8.                       | Adrián Bustamante        | Kelly-Simoldes-UDO             | 53 pts                   |                          |
| 9.                       | Francisco Campos         | BAI-Sicasal-Petro de Luanda    | 44 pts                   |                          |
| 10.                      | Luís Gomes               | Kelly-Simoldes-UDO             | 43 pts                   |                          |

### Classificação da montanha
| Classificação da montanha | Classificação da montanha | Classificação da montanha             | Classificação da montanha | Classificação da montanha |
| Ciclista                  | Ciclista                  | Equipe                                | Pontos                    |                           |
| ------------------------- | ------------------------- | ------------------------------------- | ------------------------- | ------------------------- |
| 1.                        | César Fonte               | Rádio Popular-Paredes-Boavista        | 97 pts                    |                           |
| 2.                        | Antonio Jesús Soto        | Euskaltel-Euskadi                     | 58 pts                    |                           |
| 3.                        | Colin Stüssi              | Team Vorarlberg                       | 43 pts                    |                           |
| 4.                        | Delio Fernández           | AP Hotels & Resorts-Tavira-SC Farense | 41 pts                    |                           |
| 5.                        | Luis Ángel Maté           | Euskaltel-Euskadi                     | 40 pts                    |                           |
| 6.                        | Luís Felipe Fernandes     | Rádio Popular-Paredes-Boavista        | 33 pts                    |                           |
| 7.                        | Jaume Guardeño            | Caja Rural-Seguros RGA                | 26 pts                    |                           |
| 8.                        | Henrique Casimiro         | Efapel Cycling                        | 25 pts                    |                           |
| 9.                        | Iván Cobo                 | Equipo Kern Pharma                    | 23 pts                    |                           |
| 10.                       | Mario Aparicio            | Burgos-BH                             | 22 pts                    |                           |

### Classificação dos jovens
| Classificação dos jovens | Classificação dos jovens | Classificação dos jovens         | Classificação dos jovens | Classificação dos jovens |
| Ciclista                 | Ciclista                 | Equipe                           | Tempo                    |                          |
| ------------------------ | ------------------------ | -------------------------------- | ------------------------ | ------------------------ |
| 1.                       | Jaume Guardeño           | Caja Rural-Seguros RGA           | 41h17m15s                |                          |
| 2.                       | Afonso Eulálio           | ABTF Betão-Feirense              | + 47s                    |                          |
| 3.                       | César David Guavita      | Kelly-Simoldes-UDO               | + 36m11s                 |                          |
| 4.                       | Pablo Garcia Frances     | BAI-Sicasal-Petro de Luanda      | + 38m02s                 |                          |
| 5.                       | Diogo Narciso            | Credibom-LA Alumínios-Marcos Car | + 1h28m10s               |                          |
| 6.                       | Daniel Dias              | Credibom-LA Alumínios-Marcos Car | + 1h50m59s               |                          |
| 7.                       | Jonas Beck               | Bike Aid                         | + 2h21m37s               |                          |

### Classificação por equipas
| Classificação por equipes | Classificação por equipes | Classificação por equipes | Classificação por equipes |
| Equipe                    | Equipe                    | Tempo                     |                           |
| ------------------------- | ------------------------- | ------------------------- | ------------------------- |
| 1.                        | Glassdrive-Q8-Anicolor    | 120h16m53s                |                           |
| 2.                        | Euskaltel-Euskadi         | + 2m48s                   |                           |
| 3.                        | ABTF Betão-Feirense       | + 32m24s                  |                           |
| 4.                        | Kelly-Simoldes-UDO        | + 33m55s                  |                           |
| 5.                        | Burgos-BH                 | + 53m02s                  |                           |

## Evolução das classificações
| Etapa   |                           | Vencedor _        | Classificação geral | Prêmio por pontos | Prêmio de montanha | Juventude            | Equipes                |
| ------- | ------------------------- | ----------------- | ------------------- | ----------------- | ------------------ | -------------------- | ---------------------- |
| Prólogo | contrarrelógio individual | Rafael Reis       | Rafael Reis         | não atribuído     | não atribuído      | Daniel Dias          | Glassdrive-Q8-Anicolor |
| 1       | etapa escarpada           | Leangel Linarez   | Rafael Reis         | Leangel Linarez   | Diogo Narciso      | Daniel Dias          | Glassdrive-Q8-Anicolor |
| 2       | etapa escarpada           | Leangel Linarez   | Leangel Linarez     | Leangel Linarez   | Luis Ángel Maté    | Daniel Dias          | Glassdrive-Q8-Anicolor |
| 3       | etapa escarpada           | João Matias       | Rafael Reis         | Leangel Linarez   | Luis Ángel Maté    | Pablo Garcia Frances | Glassdrive-Q8-Anicolor |
| 4       | etapa escarpada           | Daniel Babor      | João Matias         | Daniel Babor      | João Macedo        | Pablo Garcia Frances | Glassdrive-Q8-Anicolor |
| 5       | alta montanha             | Delio Fernández   | Delio Fernández     | Daniel Babor      | Delio Fernández    | Afonso Eulálio       | Euskaltel-Euskadi      |
| 6       | etapa escarpada           | Luis Ángel Maté   | Artem Nych          | Daniel Babor      | César Fonte        | Afonso Eulálio       | Euskaltel-Euskadi      |
| 7       | alta montanha             | Colin Stüssi      | Colin Stüssi        | Daniel Babor      | César Fonte        | Afonso Eulálio       | Euskaltel-Euskadi      |
| 8       | etapa escarpada           | Adrián Bustamante | Colin Stüssi        | Daniel Babor      | César Fonte        | Afonso Eulálio       | Euskaltel-Euskadi      |
| 9       | alta montanha             | James Whelan      | Colin Stüssi        | Daniel Babor      | César Fonte        | Afonso Eulálio       | Glassdrive-Q8-Anicolor |
| 10      | contrarrelógio individual | Txomin Juaristi   | Colin Stüssi        | Daniel Babor      | César Fonte        | Jaume Guardeño       | Glassdrive-Q8-Anicolor |
| Final   | Final                     |                   | Colin Stüssi        | Daniel Babor      | César Fonte        | Jaume Guardeño       | Glassdrive-Q8-Anicolor |

## Ciclistas participantes e posições finais
| Glassdrive-Q8-Anicolor GCT | Glassdrive-Q8-Anicolor GCT | Glassdrive-Q8-Anicolor GCT |
| -------------------------- | -------------------------- | -------------------------- |
| Num                        | Ciclista                   | Pos                        |
| 1                          | Mauricio Moreira (URU)     |                            |
| 2                          | Frederico Figueiredo (POR) |                            |
| 3                          | Luís Mendonça (POR)        |                            |
| 4                          | Fabio Costa (POR)          |                            |
| 5                          | James Whelan (AUS)         |                            |
| 6                          | Rafael Reis (POR)          |                            |
| 7                          | Artem Nych (RUS)           |                            |

| Caja Rural-Seguros RGA CJR | Caja Rural-Seguros RGA CJR | Caja Rural-Seguros RGA CJR |
| -------------------------- | -------------------------- | -------------------------- |
| Num                        | Ciclista                   | Pos                        |
| 11                         | Daniel Babor (CZE)         |                            |
| 12                         | Tomáš Bárta (CZE)          |                            |
| 13                         | Calum Johnston (GBR)       |                            |
| 14                         | Joseba López (ESP)         |                            |
| 15                         | Yesid Pira (COL)           |                            |
| 16                         | Jaume Guardeño (ESP)       |                            |
| 17                         | Gorka Sorarrain (ESP)      |                            |

| Equipo Kern Pharma EKP | Equipo Kern Pharma EKP      | Equipo Kern Pharma EKP |
| ---------------------- | --------------------------- | ---------------------- |
| Num                    | Ciclista                    | Pos                    |
| 21                     | Jon Agirre (ESP)            |                        |
| 22                     | Ibon Ruiz (ESP)             |                        |
| 23                     | Mikel Retegi (ESP)          |                        |
| 24                     | Eugenio Sánchez López (ESP) |                        |
| 25                     | Iñigo Elosegui (ESP)        |                        |
| 26                     | Iván Cobo (ESP)             |                        |
| 27                     | Yanne Dorenbos (NED)        |                        |

| Burgos-BH BBH | Burgos-BH BBH                  | Burgos-BH BBH |
| ------------- | ------------------------------ | ------------- |
| Num           | Ciclista                       | Pos           |
| 31            | Miguel Ángel Fernández (ESP)   |               |
| 32            | Clément Alleno (FRA)           |               |
| 33            | Sinuhé Fernández (ESP)         |               |
| 34            | Óscar Pelegrí (ESP)            |               |
| 35            | Mario Aparicio (ESP)           |               |
| 36            | Andrés Camilo Ardila (COL)     |               |
| 37            | David Delgado Higueruelo (ESP) |               |

| Euskaltel-Euskadi EUS | Euskaltel-Euskadi EUS          | Euskaltel-Euskadi EUS |
| --------------------- | ------------------------------ | --------------------- |
| Num                   | Ciclista                       | Pos                   |
| 41                    | Antonio Jesús Soto (ESP)       |                       |
| 42                    | Unai Iribar (ESP)              |                       |
| 43                    | Txomin Juaristi (ESP)          |                       |
| 44                    | Mikel Iturria (ESP)            |                       |
| 45                    | Unai Cuadrado (ESP)            |                       |
| 46                    | Luis Ángel Maté (ESP)          |                       |
| 47                    | Andoni López de Abetxuko (ESP) |                       |

| Global 6 Cycling GLC | Global 6 Cycling GLC  | Global 6 Cycling GLC |
| -------------------- | --------------------- | -------------------- |
| Num                  | Ciclista              | Pos                  |
| 51                   | Iván Moreno (ESP)     |                      |
| 52                   | Jonas Hjorth (NOR)    |                      |
| 53                   | Gabriel Muller (FRA)  |                      |
| 54                   | Nicolas Sessler (BRA) |                      |
| 55                   | Callum Ormiston (RSA) |                      |
| 56                   | Tomoya Koyama (JPN)   |                      |
| 57                   | Evan Russell (CAN)    |                      |

| Bike Aid BAI | Bike Aid BAI         | Bike Aid BAI |
| ------------ | -------------------- | ------------ |
| Num          | Ciclista             | Pos          |
| 61           | Léo Bouvier (FRA)    |              |
| 62           | Wesley Mol (NED)     |              |
| 63           | Adrian Zuger (GER)   |              |
| 64           | Francis Juneau (CAN) |              |

| Universe Cycling Team UNI | Universe Cycling Team UNI | Universe Cycling Team UNI |
| ------------------------- | ------------------------- | ------------------------- |
| Num                       | Ciclista                  | Pos                       |
| 81                        | Bart Buijk (NED)          |                           |
| 82                        | Jarri Stravers (NED)      |                           |
| 83                        | Lars Quaedvlieg (NED)     |                           |
| 85                        | Kenny Nijssen (NED)       |                           |
| 86                        | Luuk Schuurmans (NED)     |                           |

| Efapel Cycling EFL | Efapel Cycling EFL        | Efapel Cycling EFL |
| ------------------ | ------------------------- | ------------------ |
| Num                | Ciclista                  | Pos                |
| 91                 | Henrique Casimiro (POR)   |                    |
| 92                 | Tiago Antunes (POR)       |                    |
| 93                 | Emanuel Duarte (POR)      |                    |
| 94                 | Alexander Grigoriev (RUS) |                    |
| 95                 | Pedro Pinto (POR)         |                    |
| 96                 | Joaquim Silva (POR)       |                    |
| 97                 | Rafael Silva (POR)        |                    |

| Kelly-Simoldes-UDO KSU | Kelly-Simoldes-UDO KSU    | Kelly-Simoldes-UDO KSU |
| ---------------------- | ------------------------- | ---------------------- |
| Num                    | Ciclista                  | Pos                    |
| 101                    | Luís Gomes (POR)          |                        |
| 102                    | Adrián Bustamante (COL)   |                        |
| 103                    | Hélder Gonçalves (POR)    |                        |
| 104                    | José Sousa (POR)          |                        |
| 105                    | António Ferreira (POR)    |                        |
| 106                    | Afonso Silva (POR)        |                        |
| 107                    | César David Guavita (COL) |                        |

| Credibom-LA Alumínios-Marcos Car LAA | Credibom-LA Alumínios-Marcos Car LAA | Credibom-LA Alumínios-Marcos Car LAA |
| ------------------------------------ | ------------------------------------ | ------------------------------------ |
| Num                                  | Ciclista                             | Pos                                  |
| 111                                  | André Ramalho (POR)                  |                                      |
| 112                                  | Gonçalo Leaça (POR)                  |                                      |
| 113                                  | João Medeiros (POR)                  |                                      |
| 114                                  | Rodrigo Caixas (POR)                 |                                      |
| 115                                  | João Macedo (POR)                    |                                      |
| 116                                  | Diogo Narciso (POR)                  |                                      |
| 117                                  | Daniel Dias (POR)                    |                                      |

| Tavfer-Ovos Matinados-Mortágua TAV | Tavfer-Ovos Matinados-Mortágua TAV | Tavfer-Ovos Matinados-Mortágua TAV |
| ---------------------------------- | ---------------------------------- | ---------------------------------- |
| Num                                | Ciclista                           | Pos                                |
| 121                                | João Matias (POR)                  |                                    |
| 122                                | Bruno Silva (POR)                  |                                    |
| 123                                | Gonçalo Carvalho (POR)             |                                    |
| 124                                | Francisco Morais (POR)             |                                    |
| 125                                | António Barbio (POR)               |                                    |
| 126                                | Leangel Linarez (VEN)              |                                    |
| 127                                | Ángel Sánchez Rebollido (ESP)      |                                    |

| BAI-Sicasal-Petro de Luanda BSP | BAI-Sicasal-Petro de Luanda BSP | BAI-Sicasal-Petro de Luanda BSP |
| ------------------------------- | ------------------------------- | ------------------------------- |
| Num                             | Ciclista                        | Pos                             |
| 131                             | Francisco Campos (POR)          |                                 |
| 132                             | José Manuel Gutiérrez (ESP)     |                                 |
| 133                             | Pablo Garcia Frances (ESP)      |                                 |
| 134                             | Unai Esparza (ESP)              |                                 |
| 135                             | Mikel Mujika (ESP)              |                                 |
| 136                             | Daniel Paiva (ANG)              |                                 |

| AP Hotels & Resorts-Tavira-SC Farense ATF | AP Hotels & Resorts-Tavira-SC Farense ATF | AP Hotels & Resorts-Tavira-SC Farense ATF |
| ----------------------------------------- | ----------------------------------------- | ----------------------------------------- |
| Num                                       | Ciclista                                  | Pos                                       |
| 141                                       | Delio Fernández (ESP)                     |                                           |
| 142                                       | Álvaro Trueba (ESP)                       |                                           |
| 143                                       | Samuel Blanco (ESP)                       |                                           |
| 144                                       | Venceslau Fernandes (POR)                 |                                           |
| 145                                       | Rafael Lourenço (POR)                     |                                           |
| 146                                       | Diogo Barbosa (POR)                       |                                           |
| 147                                       | Miguel Salgueiro (POR)                    |                                           |

| ABTF Betão-Feirense CDF | ABTF Betão-Feirense CDF | ABTF Betão-Feirense CDF |
| ----------------------- | ----------------------- | ----------------------- |
| Num                     | Ciclista                | Pos                     |
| 151                     | António Carvalho (POR)  |                         |
| 152                     | Ivo Pinheiro (POR)      |                         |
| 153                     | Santiago Mesa (COL)     |                         |
| 154                     | Afonso Eulálio (POR)    |                         |
| 155                     | Fábio Oliveira (POR)    |                         |
| 156                     | Francisco Pereira (POR) |                         |
| 157                     | Pedro Andrade (POR)     |                         |

| Aviludo-Louletano-Loulé Concelho AVL | Aviludo-Louletano-Loulé Concelho AVL | Aviludo-Louletano-Loulé Concelho AVL |
| ------------------------------------ | ------------------------------------ | ------------------------------------ |
| Num                                  | Ciclista                             | Pos                                  |
| 161                                  | Jesús del Pino (ESP)                 |                                      |
| 162                                  | Vicente García de Mateos (ESP)       |                                      |
| 163                                  | Tomás Contte (ARG)                   |                                      |
| 164                                  | César Martingil (POR)                |                                      |
| 165                                  | Daniel Viegas (POR)                  |                                      |
| 166                                  | Carlos Oyarzun (CHI)                 |                                      |
| 167                                  | Nuno Meireles (POR)                  |                                      |

| Rádio Popular-Paredes-Boavista RPB | Rádio Popular-Paredes-Boavista RPB | Rádio Popular-Paredes-Boavista RPB |
| ---------------------------------- | ---------------------------------- | ---------------------------------- |
| Num                                | Ciclista                           | Pos                                |
| 171                                | César Fonte (POR)                  |                                    |
| 172                                | Luís Felipe Fernandes (POR)        |                                    |
| 173                                | Hugo Nunes (POR)                   |                                    |
| 174                                | Guillermo García Janeiro (ESP)     |                                    |
| 175                                | Raúl Rota (ESP)                    |                                    |
| 176                                | Tiago Leal (POR)                   |                                    |
| 177                                | Pedro Miguel Lopes (POR)           |                                    |

| Glassdrive-Q8-Anicolor GCT | Glassdrive-Q8-Anicolor GCT | Glassdrive-Q8-Anicolor GCT |
| -------------------------- | -------------------------- | -------------------------- |
| Num                        | Ciclista                   | Pos                        |
| 1                          | Mauricio Moreira (URU)     |                            |
| 2                          | Frederico Figueiredo (POR) |                            |
| 3                          | Luís Mendonça (POR)        |                            |
| 4                          | Fabio Costa (POR)          |                            |
| 5                          | James Whelan (AUS)         |                            |
| 6                          | Rafael Reis (POR)          |                            |
| 7                          | Artem Nych (RUS)           |                            |

| Caja Rural-Seguros RGA CJR | Caja Rural-Seguros RGA CJR | Caja Rural-Seguros RGA CJR |
| -------------------------- | -------------------------- | -------------------------- |
| Num                        | Ciclista                   | Pos                        |
| 11                         | Daniel Babor (CZE)         |                            |
| 12                         | Tomáš Bárta (CZE)          |                            |
| 13                         | Calum Johnston (GBR)       |                            |
| 14                         | Joseba López (ESP)         |                            |
| 15                         | Yesid Pira (COL)           |                            |
| 16                         | Jaume Guardeño (ESP)       |                            |
| 17                         | Gorka Sorarrain (ESP)      |                            |

| Equipo Kern Pharma EKP | Equipo Kern Pharma EKP      | Equipo Kern Pharma EKP |
| ---------------------- | --------------------------- | ---------------------- |
| Num                    | Ciclista                    | Pos                    |
| 21                     | Jon Agirre (ESP)            |                        |
| 22                     | Ibon Ruiz (ESP)             |                        |
| 23                     | Mikel Retegi (ESP)          |                        |
| 24                     | Eugenio Sánchez López (ESP) |                        |
| 25                     | Iñigo Elosegui (ESP)        |                        |
| 26                     | Iván Cobo (ESP)             |                        |
| 27                     | Yanne Dorenbos (NED)        |                        |

| Burgos-BH BBH | Burgos-BH BBH                  | Burgos-BH BBH |
| ------------- | ------------------------------ | ------------- |
| Num           | Ciclista                       | Pos           |
| 31            | Miguel Ángel Fernández (ESP)   |               |
| 32            | Clément Alleno (FRA)           |               |
| 33            | Sinuhé Fernández (ESP)         |               |
| 34            | Óscar Pelegrí (ESP)            |               |
| 35            | Mario Aparicio (ESP)           |               |
| 36            | Andrés Camilo Ardila (COL)     |               |
| 37            | David Delgado Higueruelo (ESP) |               |

| Euskaltel-Euskadi EUS | Euskaltel-Euskadi EUS          | Euskaltel-Euskadi EUS |
| --------------------- | ------------------------------ | --------------------- |
| Num                   | Ciclista                       | Pos                   |
| 41                    | Antonio Jesús Soto (ESP)       |                       |
| 42                    | Unai Iribar (ESP)              |                       |
| 43                    | Txomin Juaristi (ESP)          |                       |
| 44                    | Mikel Iturria (ESP)            |                       |
| 45                    | Unai Cuadrado (ESP)            |                       |
| 46                    | Luis Ángel Maté (ESP)          |                       |
| 47                    | Andoni López de Abetxuko (ESP) |                       |

| Global 6 Cycling GLC | Global 6 Cycling GLC  | Global 6 Cycling GLC |
| -------------------- | --------------------- | -------------------- |
| Num                  | Ciclista              | Pos                  |
| 51                   | Iván Moreno (ESP)     |                      |
| 52                   | Jonas Hjorth (NOR)    |                      |
| 53                   | Gabriel Muller (FRA)  |                      |
| 54                   | Nicolas Sessler (BRA) |                      |
| 55                   | Callum Ormiston (RSA) |                      |
| 56                   | Tomoya Koyama (JPN)   |                      |
| 57                   | Evan Russell (CAN)    |                      |

| Bike Aid BAI | Bike Aid BAI         | Bike Aid BAI |
| ------------ | -------------------- | ------------ |
| Num          | Ciclista             | Pos          |
| 61           | Léo Bouvier (FRA)    |              |
| 62           | Wesley Mol (NED)     |              |
| 63           | Adrian Zuger (GER)   |              |
| 64           | Francis Juneau (CAN) |              |

| Universe Cycling Team UNI | Universe Cycling Team UNI | Universe Cycling Team UNI |
| ------------------------- | ------------------------- | ------------------------- |
| Num                       | Ciclista                  | Pos                       |
| 81                        | Bart Buijk (NED)          |                           |
| 82                        | Jarri Stravers (NED)      |                           |
| 83                        | Lars Quaedvlieg (NED)     |                           |
| 85                        | Kenny Nijssen (NED)       |                           |
| 86                        | Luuk Schuurmans (NED)     |                           |

| Efapel Cycling EFL | Efapel Cycling EFL        | Efapel Cycling EFL |
| ------------------ | ------------------------- | ------------------ |
| Num                | Ciclista                  | Pos                |
| 91                 | Henrique Casimiro (POR)   |                    |
| 92                 | Tiago Antunes (POR)       |                    |
| 93                 | Emanuel Duarte (POR)      |                    |
| 94                 | Alexander Grigoriev (RUS) |                    |
| 95                 | Pedro Pinto (POR)         |                    |
| 96                 | Joaquim Silva (POR)       |                    |
| 97                 | Rafael Silva (POR)        |                    |

| Kelly-Simoldes-UDO KSU | Kelly-Simoldes-UDO KSU    | Kelly-Simoldes-UDO KSU |
| ---------------------- | ------------------------- | ---------------------- |
| Num                    | Ciclista                  | Pos                    |
| 101                    | Luís Gomes (POR)          |                        |
| 102                    | Adrián Bustamante (COL)   |                        |
| 103                    | Hélder Gonçalves (POR)    |                        |
| 104                    | José Sousa (POR)          |                        |
| 105                    | António Ferreira (POR)    |                        |
| 106                    | Afonso Silva (POR)        |                        |
| 107                    | César David Guavita (COL) |                        |

| Credibom-LA Alumínios-Marcos Car LAA | Credibom-LA Alumínios-Marcos Car LAA | Credibom-LA Alumínios-Marcos Car LAA |
| ------------------------------------ | ------------------------------------ | ------------------------------------ |
| Num                                  | Ciclista                             | Pos                                  |
| 111                                  | André Ramalho (POR)                  |                                      |
| 112                                  | Gonçalo Leaça (POR)                  |                                      |
| 113                                  | João Medeiros (POR)                  |                                      |
| 114                                  | Rodrigo Caixas (POR)                 |                                      |
| 115                                  | João Macedo (POR)                    |                                      |
| 116                                  | Diogo Narciso (POR)                  |                                      |
| 117                                  | Daniel Dias (POR)                    |                                      |

| Tavfer-Ovos Matinados-Mortágua TAV | Tavfer-Ovos Matinados-Mortágua TAV | Tavfer-Ovos Matinados-Mortágua TAV |
| ---------------------------------- | ---------------------------------- | ---------------------------------- |
| Num                                | Ciclista                           | Pos                                |
| 121                                | João Matias (POR)                  |                                    |
| 122                                | Bruno Silva (POR)                  |                                    |
| 123                                | Gonçalo Carvalho (POR)             |                                    |
| 124                                | Francisco Morais (POR)             |                                    |
| 125                                | António Barbio (POR)               |                                    |
| 126                                | Leangel Linarez (VEN)              |                                    |
| 127                                | Ángel Sánchez Rebollido (ESP)      |                                    |

| BAI-Sicasal-Petro de Luanda BSP | BAI-Sicasal-Petro de Luanda BSP | BAI-Sicasal-Petro de Luanda BSP |
| ------------------------------- | ------------------------------- | ------------------------------- |
| Num                             | Ciclista                        | Pos                             |
| 131                             | Francisco Campos (POR)          |                                 |
| 132                             | José Manuel Gutiérrez (ESP)     |                                 |
| 133                             | Pablo Garcia Frances (ESP)      |                                 |
| 134                             | Unai Esparza (ESP)              |                                 |
| 135                             | Mikel Mujika (ESP)              |                                 |
| 136                             | Daniel Paiva (ANG)              |                                 |

| AP Hotels & Resorts-Tavira-SC Farense ATF | AP Hotels & Resorts-Tavira-SC Farense ATF | AP Hotels & Resorts-Tavira-SC Farense ATF |
| ----------------------------------------- | ----------------------------------------- | ----------------------------------------- |
| Num                                       | Ciclista                                  | Pos                                       |
| 141                                       | Delio Fernández (ESP)                     |                                           |
| 142                                       | Álvaro Trueba (ESP)                       |                                           |
| 143                                       | Samuel Blanco (ESP)                       |                                           |
| 144                                       | Venceslau Fernandes (POR)                 |                                           |
| 145                                       | Rafael Lourenço (POR)                     |                                           |
| 146                                       | Diogo Barbosa (POR)                       |                                           |
| 147                                       | Miguel Salgueiro (POR)                    |                                           |

| ABTF Betão-Feirense CDF | ABTF Betão-Feirense CDF | ABTF Betão-Feirense CDF |
| ----------------------- | ----------------------- | ----------------------- |
| Num                     | Ciclista                | Pos                     |
| 151                     | António Carvalho (POR)  |                         |
| 152                     | Ivo Pinheiro (POR)      |                         |
| 153                     | Santiago Mesa (COL)     |                         |
| 154                     | Afonso Eulálio (POR)    |                         |
| 155                     | Fábio Oliveira (POR)    |                         |
| 156                     | Francisco Pereira (POR) |                         |
| 157                     | Pedro Andrade (POR)     |                         |

| Aviludo-Louletano-Loulé Concelho AVL | Aviludo-Louletano-Loulé Concelho AVL | Aviludo-Louletano-Loulé Concelho AVL |
| ------------------------------------ | ------------------------------------ | ------------------------------------ |
| Num                                  | Ciclista                             | Pos                                  |
| 161                                  | Jesús del Pino (ESP)                 |                                      |
| 162                                  | Vicente García de Mateos (ESP)       |                                      |
| 163                                  | Tomás Contte (ARG)                   |                                      |
| 164                                  | César Martingil (POR)                |                                      |
| 165                                  | Daniel Viegas (POR)                  |                                      |
| 166                                  | Carlos Oyarzun (CHI)                 |                                      |
| 167                                  | Nuno Meireles (POR)                  |                                      |

| Rádio Popular-Paredes-Boavista RPB | Rádio Popular-Paredes-Boavista RPB | Rádio Popular-Paredes-Boavista RPB |
| ---------------------------------- | ---------------------------------- | ---------------------------------- |
| Num                                | Ciclista                           | Pos                                |
| 171                                | César Fonte (POR)                  |                                    |
| 172                                | Luís Felipe Fernandes (POR)        |                                    |
| 173                                | Hugo Nunes (POR)                   |                                    |
| 174                                | Guillermo García Janeiro (ESP)     |                                    |
| 175                                | Raúl Rota (ESP)                    |                                    |
| 176                                | Tiago Leal (POR)                   |                                    |
| 177                                | Pedro Miguel Lopes (POR)           |                                    |

Convenções:
- AB-N: Abandono na etapa "N"
- FLT-N: Retiro por chegada fora do limite de tempo na etapa "N"
- NTS-N: Não tomou a saída para a etapa "N"
- DES-N: Desclassificado ou expulsado na etapa "N"